# 古川好男
古川 好男（ふるかわ よしお、1934年7月5日 - ）は、大阪府出身の元サッカー選手。ポジションはゴールキーパー。

## 経歴
高校卒業後、関西大学に入学してサッカー部に入部。大学4年次の1956年に日本代表に選出され、同年6月3日のメルボルンオリンピック予選（en）の韓国戦で初出場した。その後も同年11月のメルボルン五輪、1958年のアジア大会、1960年ローマオリンピック予選（en）、ムルデカ大会など国際Aマッチ19試合に出場した。
1957年に大学を卒業して日本ダンロップに入社し、サッカー部に所属。佐々木康治らと共に全国都市対抗サッカー選手権大会において1957年、1958年、1959年と3年連続ベスト4進出に貢献した。
現役引退後は関西大学校友会副会長、学校法人関西大学評議員企画委員長、関西大学千寿会元会長、関西大学サッカー部OB会名誉会長、西宮市ゴルフ協会最高顧問、太子カントリー倶楽部理事、オレンジシガカントリークラブ理事など歴任。
2006年2月から2013年まで関西クラシックゴルフ倶楽部（兵庫県三木市）を運営する大松産業の社外取締役を務めた。

## 所属クラブ
- 明星高校
- 関西大学
- 日本ダンロップ/住友ゴム[1]

## 代表歴

### 出場大会
- 1956年メルボルンオリンピック
- 1958年アジア競技大会におけるサッカー競技
- ムルデカ大会（1959年、1962年）
- 1960年ローマオリンピック予選

### 試合数
- 国際Aマッチ 19試合 0得点(1956-1962)

| 日本代表 | 国際Aマッチ | 国際Aマッチ | その他 | その他 | 期間通算 | 期間通算 |
| 年       | 出場        | 得点        | 出場   | 得点   | 出場     | 得点     |
| -------- | ----------- | ----------- | ------ | ------ | -------- | -------- |
| 1956     | 3           | 0           | 2      | 0      | 5        | 0        |
| 1957     | 0           | 0           | 7      | 0      | 7        | 0        |
| 1958     | 3           | 0           | 1      | 0      | 4        | 0        |
| 1959     | 10          | 0           | 7      | 0      | 17       | 0        |
| 1960     | 0           | 0           | 7      | 0      | 7        | 0        |
| 1961     | 1           | 0           | 1      | 0      | 2        | 0        |
| 1962     | 2           | 0           | 0      | 0      | 2        | 0        |
| 通算     | 19          | 0           | 25     | 0      | 44       | 0        |

### 出場
| No. | 開催日         | 開催都市         | スタジアム                 | 対戦相手       | 結果       | 監督     | 大会             |
| --- | -------------- | ---------------- | -------------------------- | -------------- | ---------- | -------- | ---------------- |
| 1.  | 1956年06月03日 | 東京都           | 後楽園競輪場               | 韓国           | ○2-0       | 竹腰重丸 | オリンピック予選 |
| 2.  | 1956年06月10日 | 東京都           | 後楽園競輪場               | 韓国           | ●0-2(延長) | 竹腰重丸 | オリンピック予選 |
| 3.  | 1956年11月27日 | メルボルン       |                            | オーストラリア | ●0-2       | 竹腰重丸 | オリンピック     |
| 4.  | 1958年05月26日 | 東京都           | 東京蹴球場                 | フィリピン     | ●0-1       | 川本泰三 | アジア大会       |
| 5.  | 1958年05月28日 | 東京都           | 国立霞ヶ丘競技場陸上競技場 | 香港           | ●0-2       | 川本泰三 | アジア大会       |
| 6.  | 1958年12月25日 | 香港             |                            | 香港           | ●2-5       | 竹腰重丸 | 国際親善試合     |
| 7.  | 1959年01月04日 | ペナン           |                            | マラヤ         | ○3-1       | 竹腰重丸 | 国際親善試合     |
| 8.  | 1959年01月10日 | シンガポール     |                            | シンガポール   | ○4-3       | 竹腰重丸 | 国際親善試合     |
| 9.  | 1959年01月11日 | シンガポール     |                            | シンガポール   | ●2-3       | 竹腰重丸 | 国際親善試合     |
| 10. | 1959年08月31日 | クアラルンプール |                            | 香港           | △1-1(延長) | 竹腰重丸 | ムルデカ大会     |
| 11. | 1959年09月02日 | クアラルンプール |                            | 香港           | ●2-4       | 竹腰重丸 | ムルデカ大会     |
| 12. | 1959年09月03日 | クアラルンプール |                            | シンガポール   | ○4-1       | 竹腰重丸 | ムルデカ大会     |
| 13. | 1959年09月05日 | クアラルンプール |                            | 韓国           | △0-0       | 竹腰重丸 | ムルデカ大会     |
| 14. | 1959年09月06日 | クアラルンプール |                            | 韓国           | ●1-3       | 竹腰重丸 | ムルデカ大会     |
| 15. | 1959年12月13日 | 東京都           | 後楽園競輪場               | 韓国           | ●0-2       | 竹腰重丸 | オリンピック予選 |
| 16. | 1959年12月20日 | 東京都           | 後楽園競輪場               | 韓国           | ○1-0       | 竹腰重丸 | オリンピック予選 |
| 17. | 1961年08月15日 | シンガポール     |                            | インドネシア   | ●0-2       | 高橋英辰 | 国際親善試合     |
| 18. | 1962年09月12日 | クアラルンプール |                            | パキスタン     | △1-1       | 高橋英辰 | ムルデカ大会     |
| 19. | 1962年09月21日 | シンガポール     |                            | シンガポール   | ●1-2       | 高橋英辰 | 国際親善試合     |